# De Gebroeders Fretz

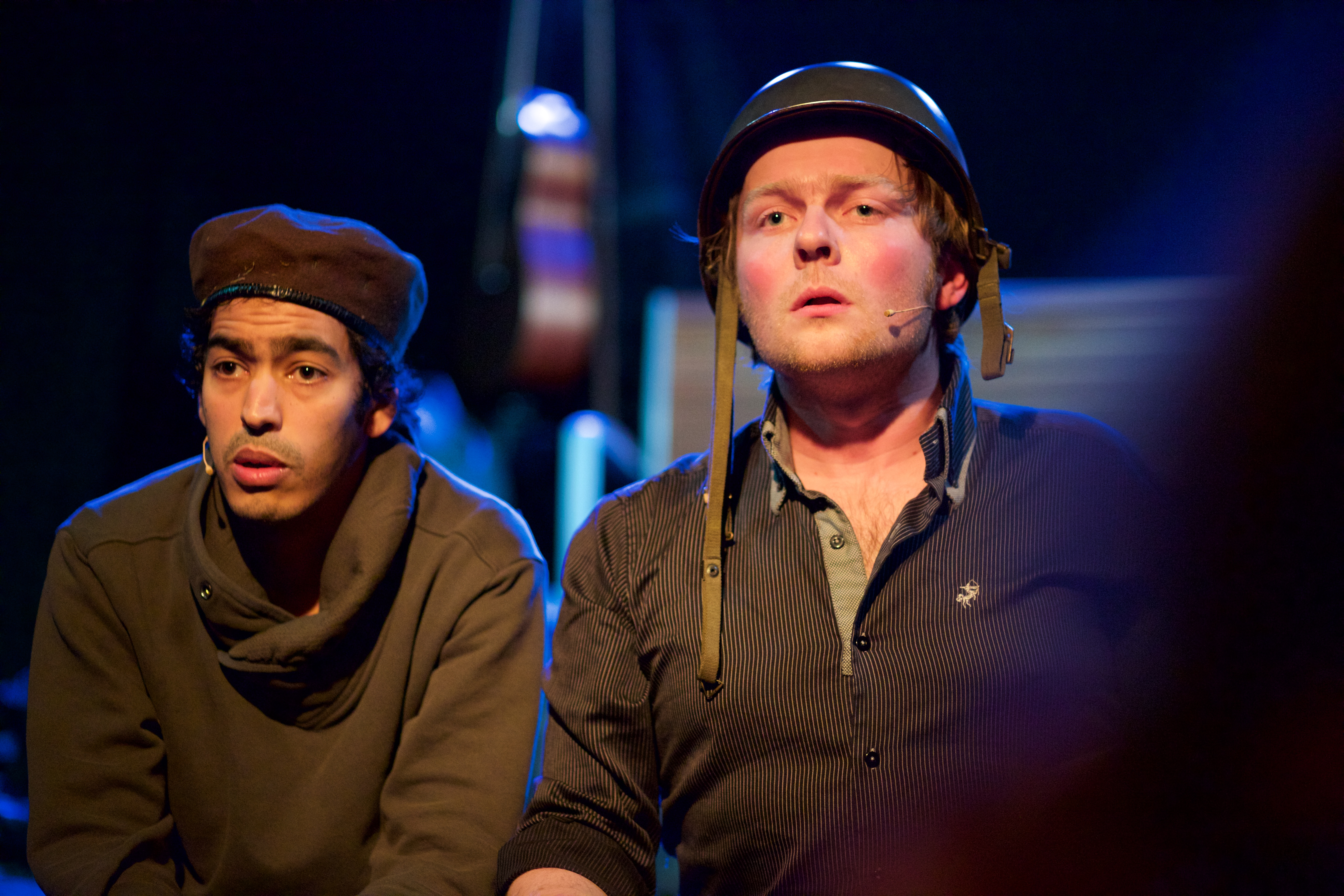
Johan Fretz en Marcel Harteveld

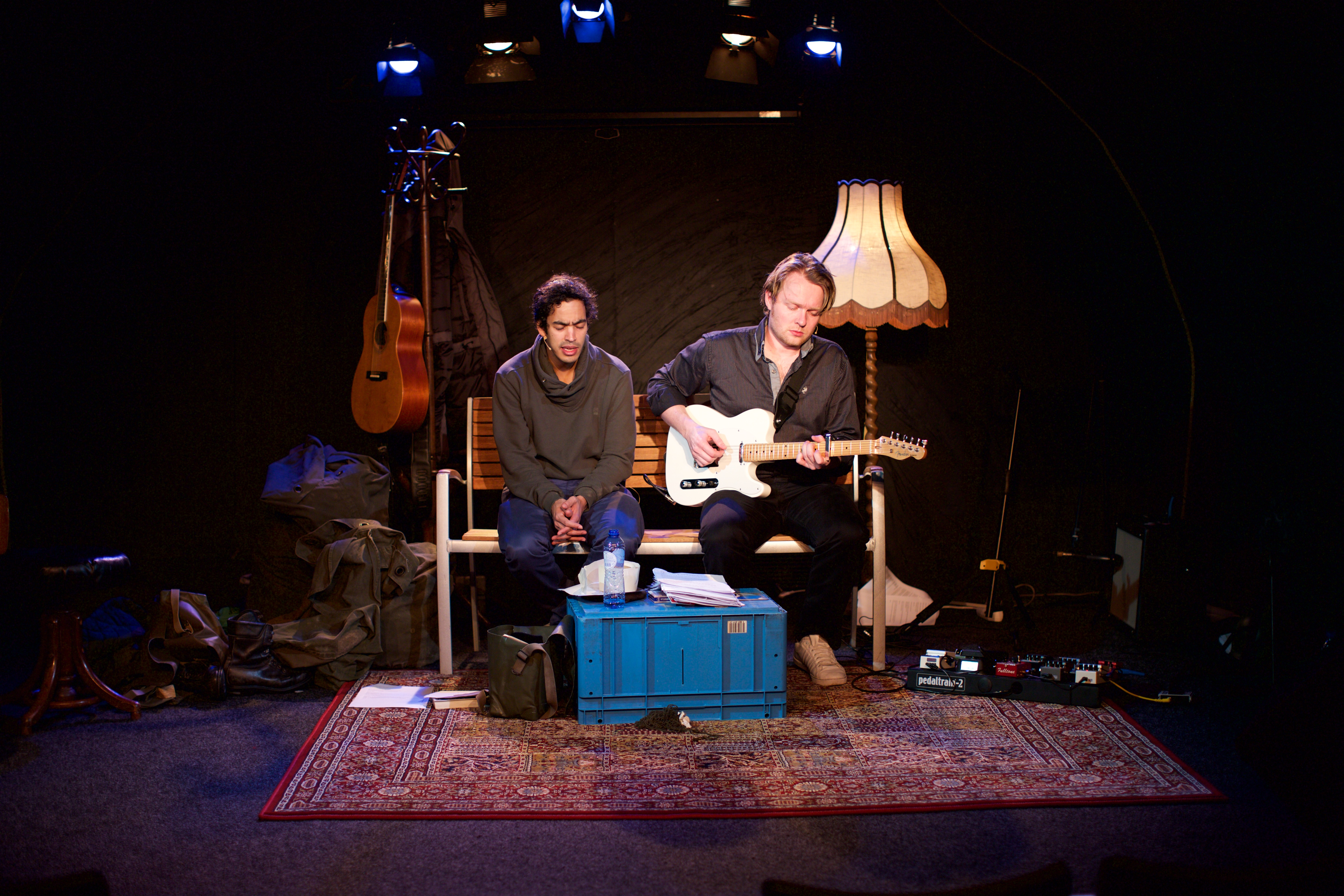
Marcel Harteveld en Johan Fretz

De Gebroeders Fretz is een cabaretduo dat bestaat uit Johan Fretz en Marcel Harteveld. 
Marcel Harteveld (1984) en Johan Fretz (1985) ontmoeten elkaar op de Amsterdamse Toneelschool in 2007. De twee raken bevriend en besluiten samen te werken. In hun tweede jaar werken ze voor het eerst aan een langere schoolvoorstelling onder begeleiding van Youp van ’t Hek. Het wordt op de Academie een succes en ze besluiten nu definitief een duo te vormen onder de naam De Gebroeders Fretz.
De laatste twee jaar van hun opleiding besteden ze volledig aan het schrijven van nummers en conferences, het maken van voorstellingen en het verzamelen van een groep getalenteerde en toegewijde muzikanten. Samen met documentairefilmer Rick Stout maken ze hun  afstudeervoorstelling Onderweg, over een generatie die massaal gaat backpacken op zoek naar innerlijke revolutie.  De show is een mix van pop, cabaret, stand-up en rock.
Via Paul de Munnik wordt impresariaat Mojo Theater uitgenodigd de voorstelling te bekijken. Zij zijn zo enthousiast dat ze De Gebroeders direct onder hun vleugels nemen.
Direct hierop worden ze door NCRV gevraagd om voor het programma On Air van Harm Edens in vijf weken langs vijfentwintig landen over de hele wereld te reizen. In de zomer van 2010 vliegen ze van Moskou naar het Midden-Oosten, langs Azië, Australië, Zuid-Amerika, Cuba, Midden-Amerika, Noord-Amerika, Europa weer naar Amsterdam en maken ze dagelijks een item voor de zomertalkshow. 
In het voorjaar van 2011 maken De Gebroeders het nummer Rokjesdag, een ode aan de lente en aan het fenomeen dat Martin Bril ooit beschreef.
De videoclip van het nummer wordt samengesteld uit de talloze beelden die de jongens over de hele wereld schoten. Op 30 september 2011 begint de theatertour van hun debuutvoorstelling en wordt ook de EP en single Onderweg uitgebracht. 
Hun tweede avondvullende voorstelling heet Revolte! De regie is in handen van Michiel de Regt. Hierin bouwen ze door op Johan Fretz' succesvolle debuutroman Fretz 2025, en besluiten alles op alles te zetten om van Johan Fretz de eerste gekleurde Minister-President van Nederland te maken. 

## Programma's
- 2011-2012: Onderweg
- 2013-2014: Revolte!